# Romanos 11
Romanos 11 é o décimo-primeiro capítulo da Epístola aos Romanos, de autoria do Apóstolo Paulo, no Novo Testamento da Bíblia.

## Manuscritos
- O texto original é escrito em grego Koiné.
- Alguns dos manuscritos que contém este capítulo ou trechos dele são:
  - Codex Vaticanus
  - Codex Sinaiticus
  - Codex Alexandrinus
  - Codex Ephraemi Rescriptus
  - Codex Carolinus
- Este capítulo é dividido em 36 versículos.

## Estrutura
A Tradução Brasileira da Bíblia organiza este capítulo da seguinte maneira:
- Romanos 11:1-10 - A rejeição de Israel não é completa
- Romanos 11:11-24 - A rejeição de Israel não é final
- Romanos 11:25-32 - O último desígnio de Deus é misericórdia para com todos
- Romanos 11:33-36 - A maravilhosa sabedoria dos desígnios divinos